# 的黎波里国际机场
32°40′10″N 13°09′24″E / 32.66944°N 13.15667°E

的黎波里国际机场是利比亚首都的黎波里的国际机场，是该国最大的机场，也是利比亚航空、泛非航空和布拉克航空的枢纽机场。
2011年利比亞內戰結束後，來自津坦、支持哈利法·哈福特的民兵控制了的黎波里國際機場。2014年7月，以米蘇拉塔的伊斯蘭主義分子為主的敵對民兵聯盟向機場發動攻擊，8月23日米蘇拉塔民兵宣稱已奪得機場的控制權。戰鬥造成機場設施嚴重損毀，機場停止運作，多架停泊在機場的飛機也中彈受損。此後來往的黎波里的航班只能使用鄰近的米提加國際機場。
2017年6月1日，民族團結政府部隊重新控制的黎波里国际机场。

## 图片

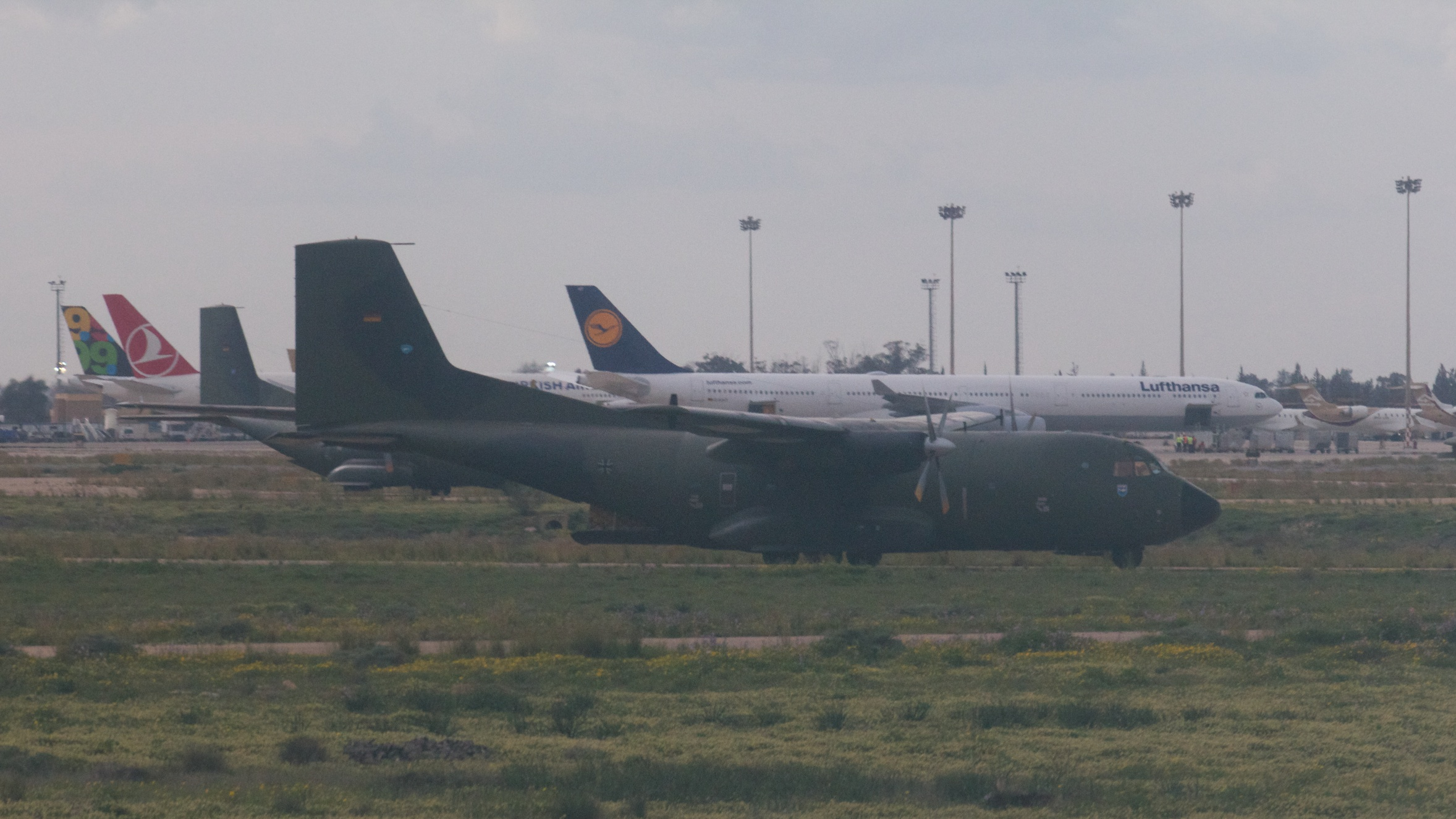
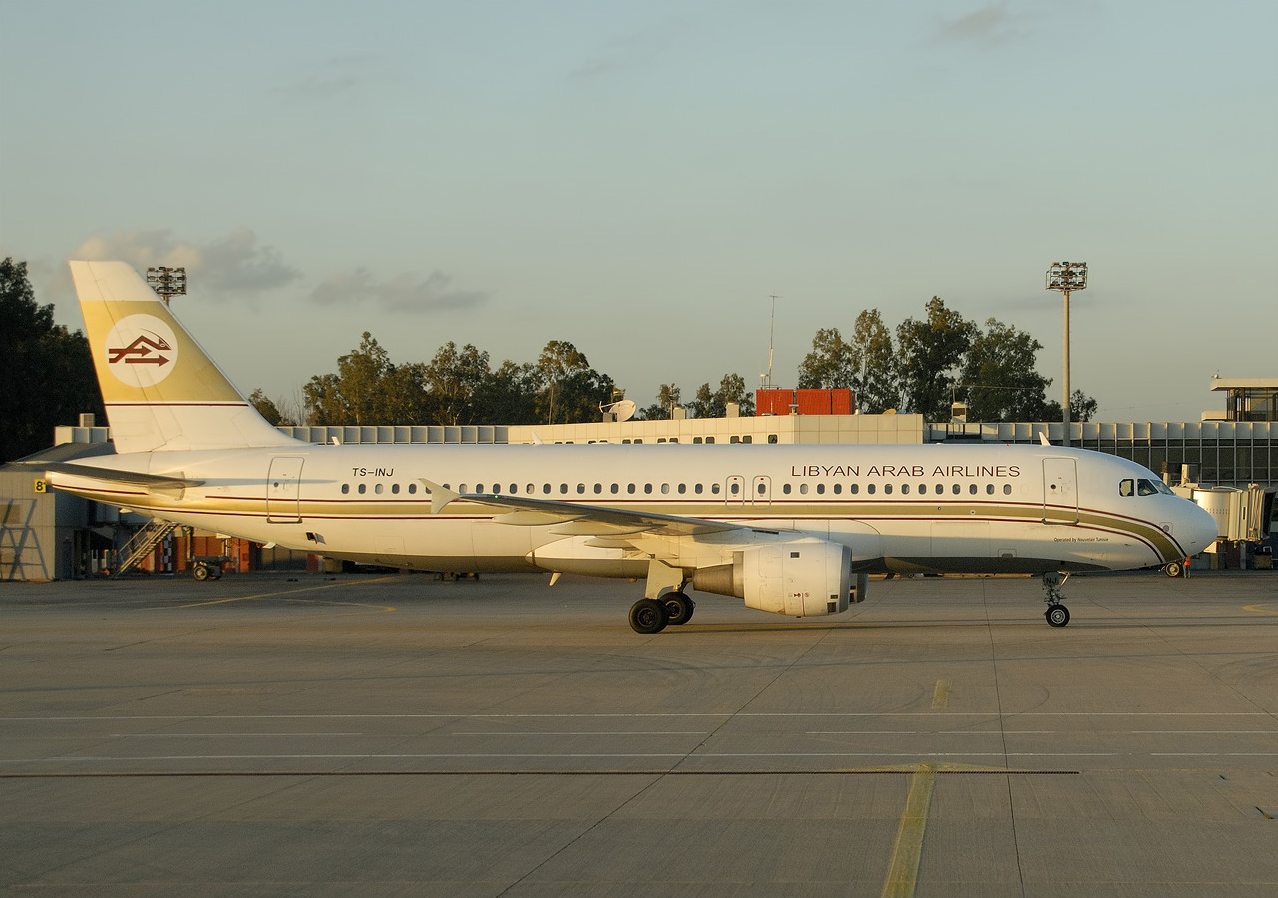
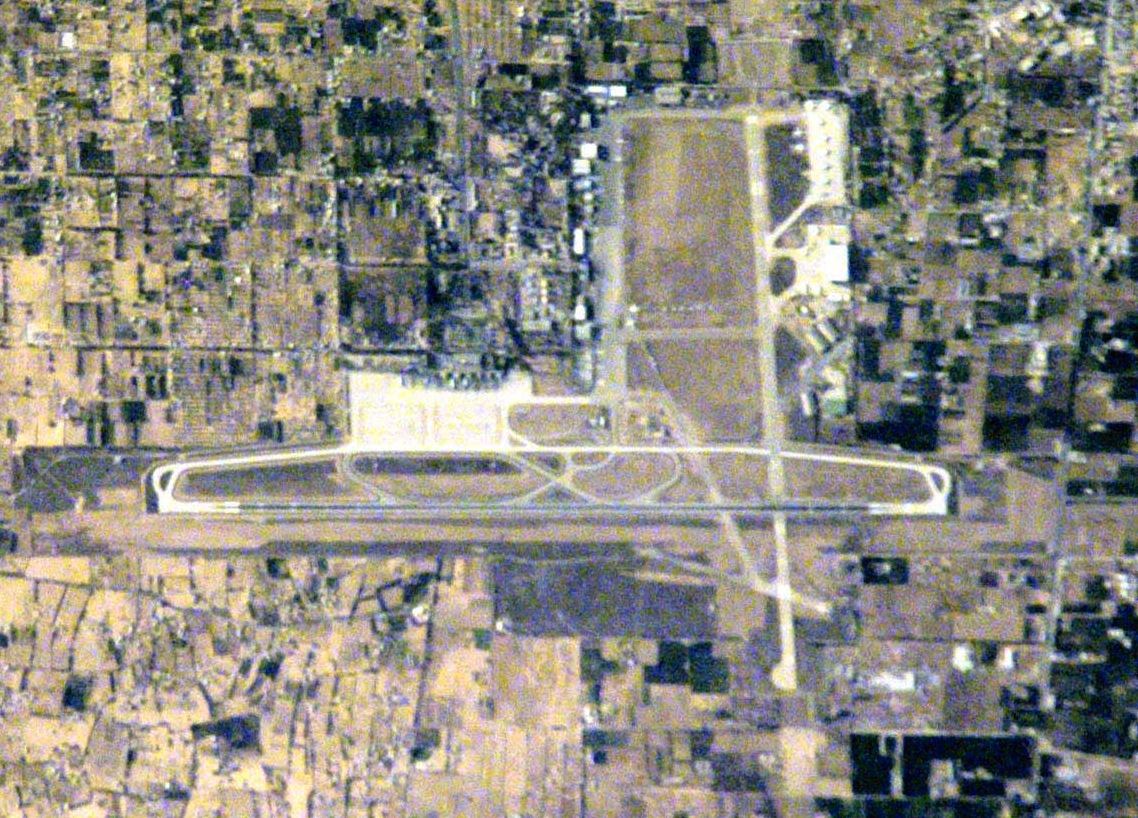

## 航点
| 航空公司   | 目的地 |
| ---------- | ------ |
| 無定期航班 |        |